# Dysaethria rhagavolita
Dysaethria rhagavolita är en fjärilsart som beskrevs av Holloway 1998. Dysaethria rhagavolita ingår i släktet Dysaethria och familjen Uraniidae. Inga underarter finns listade i Catalogue of Life.